# Дрозды-отшельники
Дрозды-отшельники (лат. Myadestes) — род птиц семейства дроздовых отряда воробьинообразных. Распространены в Северной, Центральной и Южной Америке, а также на Гавайских островах. Несколько вымерших видов.

## Виды
В состав рода включают 13 видов, два из которых - вымерли:
- Myadestes occidentalis Stejneger, 1882
- Myadestes unicolor Sclater, 1857 — Серый дрозд-отшельник
- Myadestes townsendi (Audubon, 1838) — Горный дрозд-отшельник
- Myadestes palmeri (Rothschild, 1893) — Дрозд-пуаиохи, или гавайский дрозд Пальмера, или пальмеров дрозд[1]
- Myadestes lanaiensis (Wilson, 1891) — Оломао[3]
- Myadestes obscurus (Gmelin, 1789) — Обыкновенный гавайский дрозд, или Буроспинный дрозд-отшельник, или дрозд-омао[1]
- Myadestes elisabeth (Lembeye, 1850) — Кубинский дрозд-отшельник, или кубинская отшельница
- Myadestes genibarbis Swainson, 1838 — Бородатый дрозд-отшельник, или рыжегорлая отшельница[1]
- Myadestes melanops Salvin, 1865
- Myadestes coloratus Nelson, 1912
- Myadestes ralloides (D’Orbigny, 1840) — Андский дрозд-отшельник
- † Myadestes myadestinus (Stejneger, 1887) — Камао
- † Myadestes woahensis (Bloxam, 1899)